# Loïc Bessilé
Loïc Bessilé, né le 19 février 1999 à Toulouse, est un footballeur international togolais qui évolue au poste de défenseur central à l'AS Trenčín.

## Biographie
Né à Toulouse d'un père camerounais, Donatien, et d'une mère togolaise, Odette, après être passé par différents clubs des quartiers toulousains, entre Pradettes et Bourrassol, Loïc Bessilé commence sa formation au TFC à l'âge de 10 ans,.

### Carrière en club

#### Toulouse FC
Loïc Bessilé intègre l'effectif pro toulousain à partir de 2018, sans toutefois y faire ses débuts.

#### Girondins de Bordeaux
Il rejoint Bordeaux en 2019.
S'imposant rapidement avec l'équipe réserve de National 3, dont il récupère même le brassard de capitaine, Bessilé signe son premier contrat professionnel avec Bordeaux le 7 juillet 2020.
À partir de septembre 2020, il intègre le groupe professionnel pour les matchs de Ligue 1, sous l'égide de Jean-Louis Gasset qui a repris en charge le FCG avant la saison 2020-21,.

#### Sporting de Charleroi
Le 31 août 2021, il signe un contrat de 2 saisons (+ 2 autres en option) au Sporting de Charleroi, en Belgique.
Il joue ses premières minutes durant la 7e journée de championnat à Gand (entré en jeu à la 68e minute, victoire 2-3).
Le 20 novembre 2021, il joue son 1er match en tant que titulaire au Cercle de Bruges où il marquera son 1er but pour les "Zèbres" (victoire 1-2).
Il marque son 2e but le 10 décembre 2021 et offre par la même occasion la victoire pour son équipe face au KV Ostende.

### Carrière en sélection
International français en équipes de jeunes, Bessilé fait néanmoins l'objet de convoitises de la part des fédérations togolaise et camerounaise, du fait de ses origines,,,,.
Avec l'équipe de France des moins de 16 ans, il se met en évidence en inscrivant un but en amical contre la Belgique, le 2 avril 2015 (victoire 0-1).
Avec l'équipe de France des moins de 17 ans, il participe au championnat d'Europe des moins de 17 ans en 2016. Lors de cette compétition organisée en Azerbaïdjan, il doit se contenter du banc des remplaçants et ne joue aucun match. Avec un bilan d'un nul et deux défaites, la France ne dépasse pas le premier tour du tournoi.
Il fait ses débuts en faveur de l'équipe du Togo à l'occasion d'un match amical contre le Soudan, le 12 octobre 2020.